# Danh sách trò chơi Game Boy bị hủy
Các trò chơi sau đây ban đầu được công bố là tựa game được phát triển cho hệ máy Game Boy, tuy nhiên sau đó đã bị các nhà phát triển hoặc nhà xuất bản đã hủy bỏ hoặc trì hoãn vô thời hạn.
| Tựa game                                   | Ngày hủy          | Nhà phát triển    | Nhà xuất bản          |
| ------------------------------------------ | ----------------- | ----------------- | --------------------- |
| Armadillo Gaiden                           | 1992              | IGS               | IGS                   |
| Baby's Day Out                             | Tháng 10 năm 1994 | Designer Software | Hi Tech Entertainment |
| Elite                                      | 1994              | Hybrid Technology |                       |
| Hyouryuu Shounen Keith                     | 1990              | Sony Imagesoft    |                       |
| Super Battletoads                          | 1994              | Rare Inc.         | Tradewest             |
| Wily & Right no RockBoard: That's Paradise | 1993              | Capcom            | Capcom                |